# 临汝镇
临汝镇，是中华人民共和国河南省平顶山市汝州市下辖的一个乡镇级行政单位。

## 行政区划
临汝镇下辖以下地区：
临南村、临北村、临东村、临西村、郝寨村、菜园村、西营村、白土泉村、营河村、西马庄村、冯楼村、北王庄村、北纸坊村、北李庄村、关庙村、坡池村、小山沟村、东马庄村、武庄村、庙张村、北孙庄村、狮子张村、东营村和彦张村。